# カイル・シャナハン
カイル・マイケル・シャナハン（Kyle Michael Shanahan, 1979年12月14日 - ）は、アメリカ合衆国ミネソタ州ミネアポリス出身のアメリカンフットボール指導者。NFLのサンフランシスコ・49ersでヘッドコーチを務めている。父のマイク・シャナハンはデンバー・ブロンコス、ワシントン・レッドスキンズなどでヘッドコーチを務めた。

## 経歴
父親のマイク・シャナハンがミネソタ大学でコーチをしていた時、ミネアポリスで生まれた。その後父親がデンバー・ブロンコスのヘッドコーチをしていた時、コロラド州グリーンウッドビレッジのチェリークリーク高校に入学した。高校卒業後、奨学金をもらいデューク大学に入学したがテキサス大学オースティン校に転校した。大学では、ワイドレシーバーとしてプレーした。在学当時、ロイ・ウィリアムス、セドリック・ベンソン、ボー・スカイフェ、マイク・ウィリアムス、クエンティン・ジャマー、クリス・シムズとチームメートだった。
大学卒業後の2003年、カリフォルニア大学ロサンゼルス校のアシスタントコーチになった。翌2004年にはジョン・グルーデンヘッドコーチ率いるタンパベイ・バッカニアーズのアシスタントコーチに加わり、グルーデンが1990年にサンフランシスコ・フォーティナイナーズに所属していた時と似たポジションについた。
2006年にゲイリー・キュービアックヘッドコーチのヒューストン・テキサンズのWRコーチに就任した。この時点で彼はNFLのポジション別コーチとしては最年少であった。キュービアックはデンバー・ブロンコスで父親のマイク・シャナハンの下でオフェンスコーディネーターを務めていた。2007年にミネソタ大学のオフェンスコーディネーター就任のオファーを受けたがチームに残留した。2008年にマイク・シャーマンオフェンスコーディネーターがテキサス農工大学ヘッドコーチに就任し退団した後のオフェンスコーディネーターに昇格した。2008年1月11日時点でニューイングランド・ペイトリオッツのジョシュ・マクダニエルズより3歳若いNFL最年少のコーディネーターであった。テキサンズではマット・ショーブ、アンドレ・ジョンソン、エアリアン・フォスターらによる強力なオフェンスを構築した。
2010年1月、父親のマイク・シャナハンがワシントン・レッドスキンズのヘッドコーチに就任したためテキサンズを退団、レッドスキンズのオフェンスコーディネーターとなった。
2010年シーズン開幕前にフィラデルフィア・イーグルスからドノバン・マクナブが加入し彼の元チームメートであり去就の決まっていないブライアン・ウエストブルック（ワシントン出身）加入の噂があるがこれに対してクリントン・ポーティス、ラリー・ジョンソン、ウィリー・パーカーなどタレントが豊富にそろっておりウエストブルック獲得には消極的な発言を行った。
2011年シーズン開始から4試合を3勝1敗でスタートしたチームが4連敗、2試合合計11得点にとどまるなど攻撃陣の不振が目立ち、彼に対する批判も高まった。
2013年シーズン終了後、父親のマイク・シャナハンヘッドコーチとともにレッドスキンズから解雇された。
2014年2月1日、クリーブランド・ブラウンズのオフェンスコーディネーターに就任したことが報道された。2015年1月8日、チームフロントがジョニー・マンジールを先発QBとするよう求めたことに反対し、ブラウンズを去った。
2015年1月18日、アトランタ・ファルコンズのオフェンスコーディネーターに就任した。この年、15勝1敗の成績を残したカロライナ・パンサーズに唯一土をつけたのが、シャナハンのゾーンリード・ブロッキングによるランで、35分ボールを保持したファルコンズであった。
2016年、チームは第51回スーパーボウルへの出場を果たすも、ニューイングランド・ペイトリオッツに敗れた。
2017年2月6日、GMのジョン・リンチからの招聘でサンフランシスコ・フォーティナイナーズのヘッドコーチに就任した。
2019年シーズンは、開幕8連勝もあり13勝3敗の成績でNFC西地区優勝に輝いた。第一シードで進んだプレーオフでも勝ち進み、チームでは7年ぶり7度めとなる第54回スーパーボウルに出場した。スーパーボウルでは、カンザスシティ・チーフス相手に逆転負けを喫した。
2021年シーズンは最終戦で勝利し、地区三位ながらもプレーオフに進出した。
2022年シーズンは3年ぶりに地区優勝を遂げた。
2023年9月、これまで2025年までの期限だった契約をさらに複数年延長した。このシーズンは4年ぶりにスーパーボウルに出場した。